# گیمزرادار+
گیمزرادار+ (به انگلیسی: GamesRadar) وبگاهی است که برای بازی‌های رایانه‌ای نقد، پیش‌نمایش، تریلر، چیت، فروم و اخبار وجود دارد که قبلاً به نام "CheatPlanet.com"شناخته می‌شد و غالباً به دو دسته پادشاهی متحده و ایالات متحده تقسیم می‌شودو توسط انتشارات فیوچر منتشر می‌شد. این وب‌گاه ۳.۲۵ میلیون بازدید در هر ماه دارد.